# Prova por exemplo
Em lógica e matemática, a prova por exemplo (às vezes conhecida como generalização imprópria) é uma falácia lógica em que a validade de uma afirmação é ilustrada por meio de um ou mais exemplos ou casos—em vez de uma prova completa.
A estrutura, forma de argumento e forma formal de uma prova por exemplo geralmente procedem da seguinte forma:
Estrutura:
Eu sei que {\displaystyle X} é assim.
Portanto, qualquer coisa relacionada a {\displaystyle X} também o é.
Forma de argumento:
Eu sei que {\displaystyle x}, que é membro do grupo {\displaystyle X}, tem a propriedade {\displaystyle P}.
Portanto, todos os outros elementos de {\displaystyle X} devem ter a propriedade {\displaystyle P}.
Forma formal:
{\displaystyle \exists x:P(x)\;\;\vdash \;\;\forall x:P(x)}
O exemplo a seguir demonstra por que essa linha de raciocínio é uma falácia lógica:
Eu vi uma pessoa matar alguém a tiros.
Portanto, todas as pessoas são assassinas.
A falha neste argumento é muito evidente, mas os argumentos da mesma forma às vezes podem parecer um tanto convincentes, como sugere o exemplo a seguir:
Já vi nacionalistas assediarem imigrantes.
Portanto, os nacionalistas devem ser assediadores.
No discurso comum, uma prova por exemplo também pode ser usada para descrever uma tentativa de estabelecer uma afirmação usando exemplos estatisticamente insignificantes. Nesse caso, o mérito de cada argumento pode ter que ser avaliado em uma base individual.

## Casos válidos de prova por exemplo
Em alguns cenários, um argumento por exemplo pode ser válido se levar de uma premissa singular a uma conclusão existencial (ou seja, provar que uma afirmação é verdadeira para pelo menos um caso, em vez de para todos os casos). Por exemplo:
Sócrates é sábio.
Portanto, alguém é sábio.
(ou)
Eu vi uma pessoa roubar.
Portanto, (algumas) pessoas podem roubar.
Esses exemplos descrevem a versão informal da regra lógica conhecida como introdução existencial, também conhecida como particularização ou generalização existencial:
Introdução existencial
{\displaystyle {\underline {\varphi (\beta /\alpha )}}\,\!}
{\displaystyle \exists \alpha \,\varphi \,\!}
(onde {\displaystyle \varphi (\beta /\alpha )} denota a fórmula formada pela substituição de todas as ocorrências livres da variável {\displaystyle \alpha } em {\displaystyle \varphi } por {\displaystyle \beta }.)
Em matemática, a prova por exemplo também pode ser usada para se referir a tentativas de ilustrar uma afirmação, provando casos da afirmação, com o entendimento de que esses casos contêm ideias-chave que podem ser generalizadas em uma prova completa.